# Landschaften in Deutschland

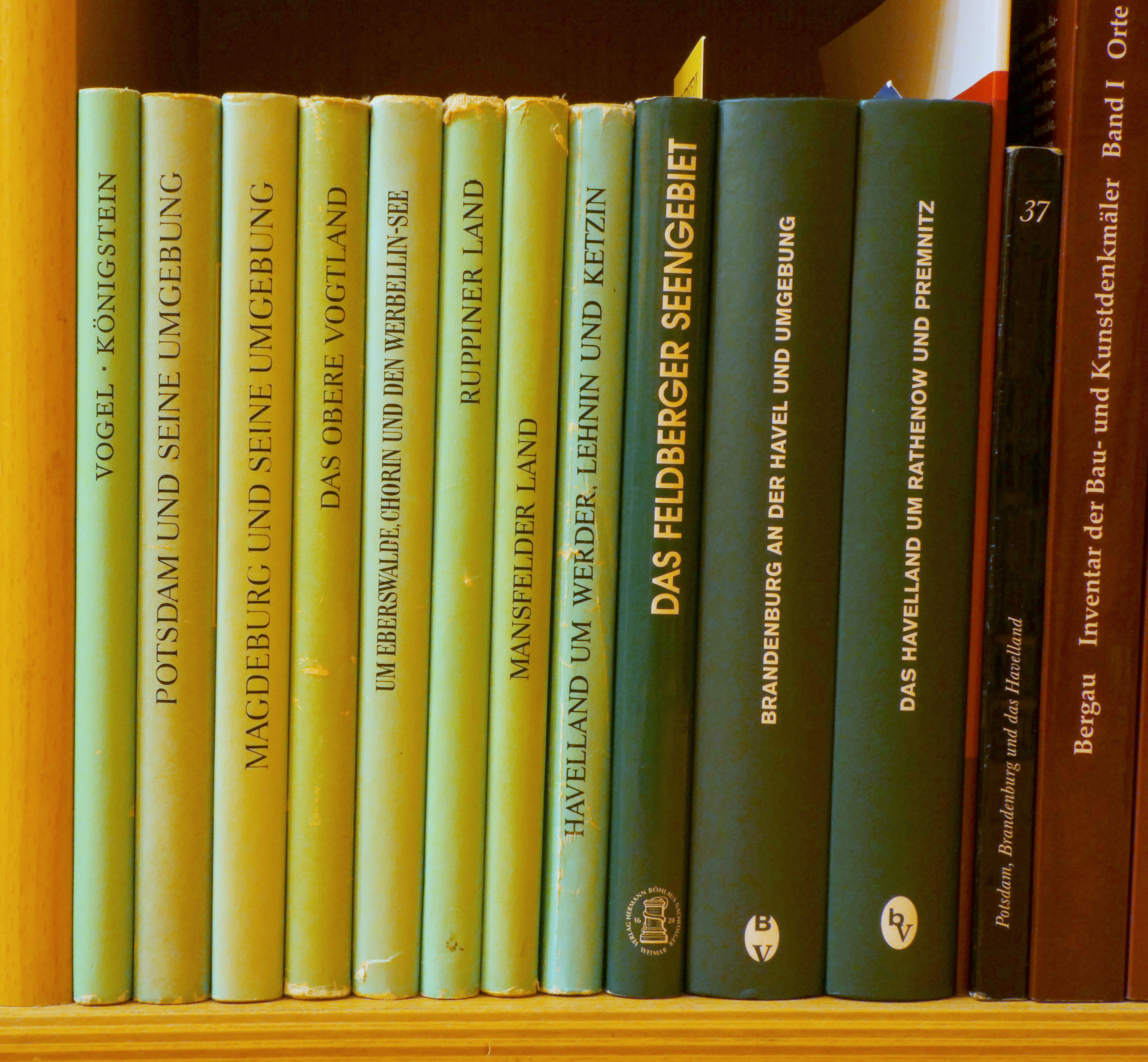
Buchrücken verschiedener Bände der Buchreihe in unterschiedlichem Layout (hellgrün, dunkelgrün)

Landschaften in Deutschland (LiD) ist eine Publikationsreihe des Böhlau Verlags. Sie schließt an eine Reihe mit anderen Bezeichnungen des Akademie-Verlages  an.

## Geschichte
Die Buchreihe geht auf die Idee der flächendeckenden Landes- und heimatkundlichen Bestandsaufnahme des Lehrers Friedrich Grosch zurück, die dieser 1936 als Gausachbearbeiter für Erdkunde im Nationalsozialistischen Lehrerbund (NSLB) initiierte. Eine ganze Reihe heimatkundlich forschender Lehrer, darunter u. a. Theodor Arldt, Gerhard Engelmann und Richard Vogel begannen daraufhin mit Recherchen und Ausarbeitungen.
Infolge des Zweiten Weltkrieges konnte das Vorhaben nicht umgesetzt werden. Nach Kriegsende griffen Hans Nadler, Richard Vogel und Karl-Ewald Frischd die Idee 1950 wieder auf. Das Ziel dieser Reihe war nun die flächendeckende heimatkundliche Bestandsaufnahme in der DDR. Unter dem damaligen Reihentitel Werte der Deutschen Heimat erschien erstmals 1957 ein Buch über das „Gebiet Königstein, Sächsische Schweiz“. Zwischen 1970 und 1990 hieß die Reihe Werte unserer Heimat, dann Werte der deutschen Heimat. Die Bücher wurden anfänglich von der Akademie der Wissenschaften der DDR, dem Institut für Geographie und Geoökologie, der Arbeitsgruppe Heimatforschung, herausgegeben, erschienen im Akademie-Verlag Berlin und umfassen mehr als 50 Bände, wovon mehr als die Hälfte Sachsen betrifft.
Die Reihe wurde seit 1992 wieder unter ihrem ursprünglichen Titel Werte der deutschen Heimat im Selbstverlag des Leibniz-Institut für Länderkunde e. V. (IfL) herausgegeben und 1993 durch den Verlag Hermann Böhlaus Nachfolger Weimar übernommen. Erstmals 1994 erhielt sie ein neues Layout. Ab 2001 wurde die Reihe wiederum einhergehend mit einer neuen äußeren Gestaltung als Landschaften in Deutschland – Werte der deutschen Heimat weitergeführt. Seit dem Band 62 erfolgt die Herausgabe gemeinsam durch das IfL und die Sächsische Akademie der Wissenschaften und sie erscheint im Böhlau Verlag. Seit einem neuerlichen Layoutwechsel ab Band 78 „Leipzig“ unter dem Namen Landschaften in Deutschland gibt es vom Leibniz-Institut für Länderkunde auch weiterführende Online-Angebote als Beiträge oder Exkursionen.

## Bände
- Band 1: Gebiet Königstein, Sächsische Schweiz. 1957 (2., bearbeitete Auflage 1985). (Digitalisat 1. Auflage 1957), ISBN 9783112478349 (Reprint)
- Band 2: Zwischen Sebnitz, Hinterhermsdorf und den Zschirnsteinen. 1959. (Digitalisat)
- Band 3: Im Süden der Barbarine. 1960. (Digitalisat)
- Band 4: Um Bad Gottleuba. Berggiesshübel und Liebstadt. 1961. (Digitalisat)
- Band 5: Das Limbacher Land. 1962. (Digitalisat)
- Band 6: Das Gleichberggebiet. 1963. (Digitalisat)
- Band 7: Um Altenberg, Geising und Lauenstein. 1964. (Digitalisat)
- Band 8: Zwischen Müglitz und Weißeritz. 1964. (Digitalisat)
- Band 9: Pirna und seine Umgebung. 1966. (Digitalisat)
- Band 10: Östliches Erzgebirge. 1966.
- Band 11: Die Bergbaulandschaft von Schneeberg und Eibenstock. 1967.
- Band 12: Um Bautzen und Schirgiswalde. 1967.
- Band 13: Von Annaberg bis Oberwiesenthal. 1968.
- Band 14: Greifswald und seine Umgebung. 1968.
- Band 15: Potsdam und seine Umgebung. 1969.
- Band 16: Die südöstliche Oberlausitz mit Zittau und dem Zittauer Gebirge. 1970 (3., verbesserte Auflage 1972), ISBN 9783112642948 (Reprint).
- Band 17: Um Stolpen und Neustadt. 1970.
- Band 18: Weimar und seine Umgebung. 1973, ISBN 9783112642863 (Reprint).
- Band 19: Magdeburg und seine Umgebung. 1973 (3., bearbeitete Auflage 1981), ISBN 9783112642849 (Reprint).
- Band 20:  Um Aue, Schwarzenberg und Johanngeorgenstadt. 1972, ISBN 9783112643006 (Reprint).
- Band 21: Zwischen Tharandter Wald, Freital und dem Lockwitztal. 1973, ISBN 9783112643068 (Reprint).
- Band 22: Lössnitz und Moritzburger Teichlandschaft. 1973, ISBN 9783112642900 (Reprint).
- Band 23: Das Altenburger Land. 1973 (2., bearbeitete Auflage 1974), ISBN 9783112642986 (Reprint).
- Band 24: Zwischen Strohmberg, Czorneboh und Kottmar. 1974, ISBN 9783112716878 (Reprint).
- Band 25: Das Rheinsberg-Fürstenberger Seengebiet. 1974, ISBN 9783112716885 (Reprint).
- Band 26: Das Obere Vogtland. 1976, ISBN 9783112716915 (Reprint).
- Band 27: Dresdner Heide, Pillnitz, Radeberger Land. 1976, ISBN 9783112643105 (Reprint).
- Band 28: Das mittlere Zschopaugebiet. 1977, ISBN 9783112716939 (Reprint).
- Band 29: Der Kyffhäuser und seine Umgebung. 1976, ISBN 9783112591901 (Reprint).
- Band 30: Um Oschatz und Riesa. 1977, ISBN 9783112531167 (Reprint).
- Band 31: Zwischen Zwickauer Mulde und Geyerschem Wald. 1978 (2., berichtigte Auflage 1980), ISBN 9783112620342 (Reprint).
- Band 32: Elbtal und Lößhügelland bei Meißen. 1979 (2., berichtigte Auflage 1982), ISBN 9783112576687 (Reprint).
- Band 33: Karl-Marx-Stadt. 1979, ISBN 9783112576649 (Reprint).
- Band 34: Um Eberswalde, Chorin und den Werbellin-See. 1981, ISBN 9783112576588 (Reprint).
- Band 35: Zwischen Mülsengrund, Stollberg und Zwönitztal. 1981.
- Band 36: Burger und Lübbenauer Spreewald. 1981, ISBN 9783112577202 (Reprint).
- Band 37: Ruppiner Land. 1981, ISBN 9783112720516 (Reprint).
- Band 38: Mansfelder Land. 1982, ISBN 9783112720530 (Reprint).
- Band 39: Zwischen Rennsteig und Sonneberg. 1983 (2., berichtigte Auflage 1986), ISBN 9783112597163 (Reprint).
- Band 40: Lausitzer Bergland um Pulsnitz und Bischofswerda. 1983.
- Band 41: Zwischen Wolkenstein, Marienberg und Jöhstadt. 1985, ISBN 9783112576441 (Reprint).
- Band 42: Dresden. 1984, ISBN 9783112529805 (Reprint).
- Band 43: Um Olbernhau und Seiffen. 1985, ISBN 9783112479445 (Reprint).
- Band 44: Plauen und das mittlere Vogtland. 1986, ISBN 3-05-000146-1.
- Band 45: Eisenhüttenstadt und seine Umgebung. 1986.
- Band 46: Das Gebiet an der unteren Unstrut. 1988, ISBN 3-05-000376-6.
- Band 47: Freiberger Land. 1988, ISBN 3-05-000377-4.
- Band 48: Zwischen Ruhla, Bad Liebenstein und Schmalkalden. 1989, ISBN 3-05-000378-2.
- Band 49/50: Berlin. 1987, ISBN 3-05-000379-0.
- Band 51: Westliche Oberlausitz zwischen Kamenz und Königswartha. 1990, ISBN 3-05-000708-7.
- Band 52: Dessau-Wörlitzer Kulturlandschaft. 1992, ISBN 3-86082-013-3.
- Band 53: Havelland um Werder, Lehnin und Ketzin. 1992, ISBN 3-86082-014-1.
- Band 54: Görlitz und seine Umgebung. 1994, ISBN 3-7400-0932-2.
- Band 55: Burger und Lübbenauer Spreewald. 1994, ISBN 3-7400-0933-0 (Neubearbeitung von Band 36).
- Band 56: Zwischen Löbau und Herrnhut. 1996, ISBN 3-7400-0935-7.
- Band 57: Das Feldberger Seengebiet. 1997, ISBN 3-7400-0936-5.
- Band 58: Rudolstadt und das mittlere Saaletal. 1998, ISBN 3-7400-0934-9.
- Band 59: Das östliche Vogtland. 1998, ISBN 3-7400-0938-1.
- Band 60: Das Müritzgebiet. 1999, ISBN 3-7400-0940-3.
- Band 61: Weimar und seine Umgebung. 1999, ISBN 3-7400-0941-1 (Neubearbeitung von Band 18).
- Band 62: Saalfeld und das Thüringer Schiefergebirge. 2001, ISBN 3-412-10800-6.
- Band 63: Der Schraden. 2001, ISBN 3-412-10900-2 (2., verbesserte Auflage 2005).
- Band 64: Um Eberswalde, Chorin und den Werbellinsee. 2002, ISBN 3-412-02401-5 (Neubearbeitung von Band 34) (2., verbesserte Auflage 2008).
- Band 65: Das Mittelrheinische Becken. 2003, ISBN 3-412-10102-8.
- Band 66: Bitterfeld und das untere Muldetal. 2004, ISBN 3-412-03803-2 (2., verbesserte Auflage 2009).
- Band 67: Oberlausitzer Heide- und Teichlandschaft. 2005, ISBN 3-412-08903-6.
- Band 68: Das nördliche Vogtland um Greiz. 2006, ISBN 3-412-09003-4.
- Band 69: Brandenburg an der Havel und Umgebung. 2006, ISBN 3-412-09103-0.
- Band 70: Großenhainer Pflege. 2008, ISBN 978-3-412-09706-6.
- Band 71: Die Halbinsel Fischland-Darß-Zingst und das Barther Land. 2010, ISBN 978-3-412-09806-3.
- Band 72: Eiderstedt. 2013, ISBN 978-3-412-09906-0.
- Band 73: Der Hochharz. 2016, ISBN 978-3-412-20467-9.
- Band 74: Das Havelland um Rathenow und Premnitz. 2017, ISBN 978-3-412-22297-0.
- Band 75: Das untere Saaletal. 2016, ISBN 978-3-412-22298-7.
- Band 76: Das Orlatal und das Plothener Teichgebiet. 2016, ISBN 978-3-412-20748-9.
- Band 77: Der Hainich. 2016, ISBN 978-3-412-22300-7.
- Band 78: Leipzig. 2015, ISBN 978-3-412-22299-4.
- Band 79: Das Eichsfeld. 2018, ISBN 978-3-412-22539-1.
- Band 80: Naturpark Barnim von Berlin bis zur Schorfheide. 2020, ISBN 978-3-412-51378-8.
- Band 81: Die Fränkische Schweiz. 2019, ISBN 978-3-412-51535-5.
- Band 82: Die Nördliche Uckermark um Prenzlau. 2023, ISBN 978-3-412-22540-7.
- Band 83: Zwischen Lommatzsch und Wilsdruff. 2023, ISBN 978-3-412-52600-9.